# Commiphora oblanceolata
Commiphora oblanceolata är en tvåhjärtbladig växtart som beskrevs av Schinz. Commiphora oblanceolata ingår i släktet Commiphora och familjen Burseraceae. Inga underarter finns listade i Catalogue of Life.